# Haemaphysalis moschisuga
Haemaphysalis moschisuga är en fästingart som beskrevs av Teng 1980. Haemaphysalis moschisuga ingår i släktet Haemaphysalis och familjen hårda fästingar. Inga underarter finns listade i Catalogue of Life.